# Villa rustica
Villa rustica (na latinskom ladanjska vila) starorimski je izvangradski stambeni i gospodarski kompleks zgrada. Taj skup zgrada bio je središte zemljišnoga posjeda.
Villa rustica bila je u romaniziranim sredinama uobičajeni oblik naseljavanja seoskog područja. Bila je mjesto gdje su osoblje i robovi vile radili i živjeli. To je također bio prostor na kojem su boravile životinje s farme. Ondje su postojale i druge sobe koje su mogle poslužiti kao spremište, bolnica ili čak zatvor. Gospodarsko je težište bilo na poljoprivredi.